# درنه
درنه (به عربی: درنة) شهری است در لیبی و مرکز استان درنه در این کشور است.